# London Chess Classic

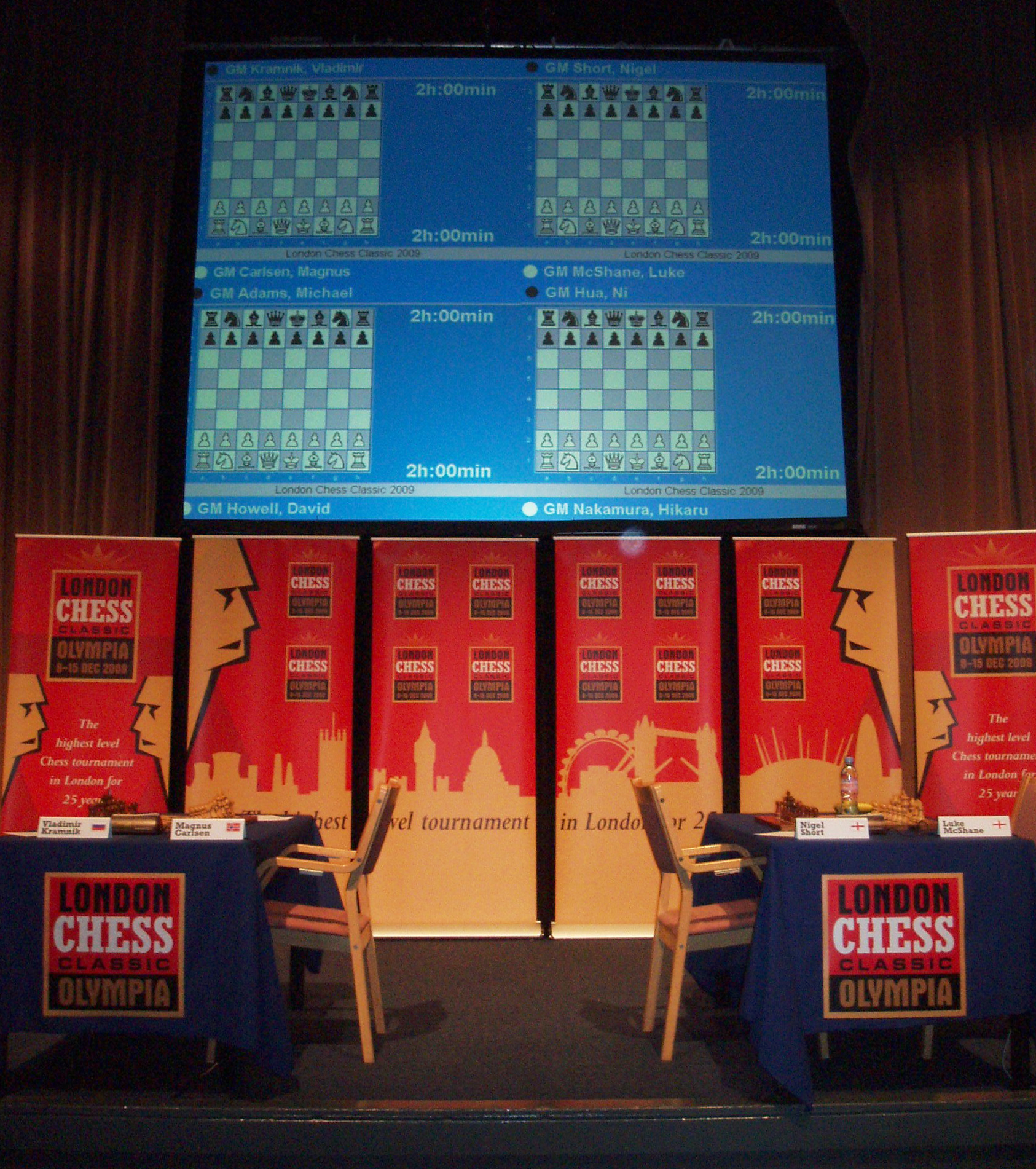
Turniersaal der London Chess Classic (2009)

Das London Chess Classic ist ein Schachturnier, das seit 2009 jährlich im Dezember im Olympia Conference Centre in Kensington ausgetragen wird. Organisator ist Malcolm Pein.

## Turniermodus
Bis 2012 spielten jeweils vier bzw. fünf eingeladene Großmeister der Weltspitze und die vier besten englischen Spieler in einem einrundigen Turnier mit klassischer Bedenkzeitregelung (2 Stunden für 40 Züge, 1 Stunde für die folgenden 20 Züge und 15 Minuten plus 30 Sekunden pro Zug für den Rest der Partie). Es galt die Sofia-Regel sowie eine Dreipunkteregel (3 Punkte für einen Sieg, 1 Punkt für ein Remis, 0 Punkte für eine Niederlage). 2013 wurde der Modus auf ein Schnellschach-Turnier mit 16 Teilnehmern umgestellt, die in vier Vorgruppen und anschließendem K.-o.-System spielen. Die Partien werden mit Live-Kommentaren im Internet übertragen.
Neben dem Großmeisterturnier finden zahlreiche Rahmenveranstaltungen statt, darunter ein Open, ein Frauenturnier, Blitzturniere, Simultanvorstellungen und Vorträge.

## Ergebnisse
| Name              | Siege | Jahre                      |
| ----------------- | ----- | -------------------------- |
| Magnus Carlsen    | 4     | 2009, 2010, 2012, 2015     |
| Hikaru Nakamura   | 2     | 2013 (Schnellschach), 2018 |
| Wladimir Kramnik  | 1     | 2011                       |
| Viswanathan Anand | 1     | 2014                       |
| Wesley So         | 1     | 2016                       |
| Fabiano Caruana   | 1     | 2017                       |

### Turnier 2009
Die Premiere des Turniers vom 8. bis 15. Dezember 2009 gewann Carlsen vor Kramnik. Bester englischer Spieler wurde überraschend Howell, der mit 2597 die niedrigste Elo-Zahl aller Teilnehmer aufwies. Mit einem Elo-Schnitt von 2696 war es das bestbesetzte Turnier in England seit dem Phillips & Drew Kings London 1984. Der Preisfonds belief sich auf 125.000 Euro.
| Platz | Name             | Punkte        |
| ----- | ---------------- | ------------- |
| 1     | Magnus Carlsen   | 13 (+3 =4 −0) |
| 2     | Wladimir Kramnik | 12 (+3 =3 −1) |
| 3     | David Howell     | 9 (+1 =6 −0)  |
| 4     | Michael Adams    | 9 (+1 =6 −0)  |
| 5     | Luke McShane     | 7 (+2 =1 −4)  |
| 6     | Ni Hua           | 6 (+1 =3 −3)  |
| 7     | Hikaru Nakamura  | 6 (+0 =6 −1)  |
| 8     | Nigel Short      | 5 (+0 =5 −2)  |

### Turnier 2010
Das Turnier fand vom 8. bis 15. Dezember 2010 statt. Carlsen gewann erneut, obwohl er zwei Partien verlor, vor Weltmeister Anand und McShane. Der Elo-Schnitt des Turniers war 2729. Der Preisfonds belief sich auf 145.000 Euro, davon 50.000 für den Turniersieger.
| Platz | Name              | Punkte        |
| ----- | ----------------- | ------------- |
| 1     | Magnus Carlsen    | 13 (+4 =1 −2) |
| 2     | Viswanathan Anand | 11 (+2 =5 −0) |
| 3     | Luke McShane      | 11 (+2 =5 −0) |
| 4     | Hikaru Nakamura   | 10 (+2 =4 −1) |
| 5     | Wladimir Kramnik  | 10 (+2 =4 −1) |
| 6     | Michael Adams     | 8 (+1 =5 −1)  |
| 7     | David Howell      | 4 (+0 =4 −3)  |
| 8     | Nigel Short       | 2 (+0 =2 −5)  |

### Turnier 2011
Das Turnier fand vom 3. bis 12. Dezember 2011 statt, diesmal mit neun Teilnehmern. Turniersieger wurde Kramnik vor Nakamura und dem Weltranglistenersten Carlsen. Bester englischer Spieler wurde erneut McShane. Der Elo-Schnitt des Turniers war 2748. Der Preisfonds belief sich auf 160.000 Euro, davon 50.000 für den ersten Platz.
| Platz | Name              | Punkte        |
| ----- | ----------------- | ------------- |
| 1     | Wladimir Kramnik  | 16 (+4 =4 −0) |
| 2     | Hikaru Nakamura   | 15 (+4 =3 −1) |
| 3     | Magnus Carlsen    | 14 (+3 =5 −0) |
| 4     | Luke McShane      | 13 (+3 =4 −1) |
| 5     | Viswanathan Anand | 9 (+1 =6 −1)  |
| 6     | Lewon Aronjan     | 9 (+1 =6 −1)  |
| 7     | Nigel Short       | 6 (+1 =3 −4)  |
| 8     | David Howell      | 4 (+0 =4 −4)  |
| 9     | Michael Adams     | 3 (+0 =3 −5)  |

### Turnier 2012
Die vierte Auflage des Turniers fand vom 1. bis 10. Dezember 2012 statt und wurde von Magnus Carlsen gewonnen, der damit seine Elo-Zahl um 13 Punkte steigerte und einen neuen Rekord aufstellte.
| Platz | Name              | Punkte        |
| ----- | ----------------- | ------------- |
| 1     | Magnus Carlsen    | 18 (+5 =3 −0) |
| 2     | Wladimir Kramnik  | 16 (+4 =4 −0) |
| 3     | Hikaru Nakamura   | 13 (+3 =4 −1) |
| 4     | Michael Adams     | 13 (+3 =4 −1) |
| 5     | Viswanathan Anand | 9 (+1 =6 −1)  |
| 6     | Lewon Aronjan     | 8 (+1 =5 −2)  |
| 7     | Judit Polgár      | 6 (+1 =3 −4)  |
| 8     | Luke McShane      | 5 (+1 =2 −5)  |
| 9     | Gawain Jones      | 3 (+0 =3 −5)  |

### Turnier 2013
Die fünfte Auflage des Turniers fand vom 7. bis 15. Dezember 2013 statt. Hauptevent war ein Schnellschach-Turnier mit 16 Teilnehmern. Während der neue Weltmeister Magnus Carlsen seine Teilnahme absagte, war Ex-Weltmeister Viswanathan Anand am Start. Als weitere Top-Ten-Spieler waren Wladimir Kramnik, Hikaru Nakamura, Fabiano Caruana und Boris Gelfand dabei. Zunächst wurden in vier Vorgruppen acht Plätze für ein Turnier nach K.-o.-System ausgespielt. In der Gruppenphase wurde die Dreipunkteregel angewandt. Die Bedenkzeit betrug 25 Minuten pro Partie plus 10 Sekunden pro Zug. 
Es gewann Nakamura, der sich im Finale gegen Gelfand durchsetzte. Der Preisfonds belief sich auf 150.000 Euro, von denen der Sieger 50.000 erhielt.

### Turnier 2014
Das Turnier 2014 fand als Super Six vom 10. bis 14. Dezember 2014 statt. Sechs Teilnehmer absolvierten ein Rundenturnier, welches erstmals die Kategorie 22 erreichte. Der Preisfonds belief sich auf 90.000 Euro, von denen der Sieger 50.000 erhielt.
| Platz | Name              | Punkte       |
| ----- | ----------------- | ------------ |
| 1     | Viswanathan Anand | 7 (+1 =4 −0) |
| 2     | Wladimir Kramnik  | 7 (+1 =4 −0) |
| 3     | Anish Giri        | 7 (+1 =4 −0) |
| 4     | Hikaru Nakamura   | 6 (+1 =3 −1) |
| 5     | Michael Adams     | 4 (+1 =1 −3) |
| 6     | Fabiano Caruana   | 4 (+0 =4 −1) |

Anand belegt Platz 1, weil er einen Schwarz-Sieg aufzuweisen hat. Zwischen Adams und Caruana entschied die Anzahl der Siege.

### Turnier 2015
Vom 4. bis 13. Dezember 2015 fand die siebte Auflage des Turniers als einrundiges Turnier mit 10 Teilnehmern statt. Eingeladen waren Magnus Carlsen, Fabiano Caruana, Hikaru Nakamura, Wesselin Topalow, Alexander Grischtschuk, Viswanathan Anand, Anish Giri, Maxime Vachier-Lagrave, Lewon Aronjan und Michael Adams. Carlsen gewann das Turnier nach Stichkampf gegen Maxime Vachier-Lagrave. 
| Platz | Spieler                | ELO  | Punkte | Siege | Sonneborn-Berger |
| ----- | ---------------------- | ---- | ------ | ----- | ---------------- |
| 1     | Magnus Carlsen         | 2834 | 5,5    | 2     | 24,00            |
| 2     | Anish Giri             | 2784 | 5,5    | 2     | 23,00            |
| 3     | Maxime Vachier-Lagrave | 2773 | 5,5    | 2     | 22,75            |
| 4     | Lewon Aronjan          | 2788 | 5      | 1     | 21,25            |
| 5     | Alexander Grischtschuk | 2747 | 4,5    | 1     | 19,25            |
| 6     | Fabiano Caruana        | 2787 | 4,5    | 0     | 20,25            |
| 6     | Michael Adams          | 2737 | 4,5    | 0     | 20,25            |
| 8     | Hikaru Nakamura        | 2793 | 4      | 1     | 16,75            |
| 9     | Viswanathan Anand      | 2796 | 3,5    | 0     | 15,00            |
| 10    | Wesselin Topalow       | 2803 | 2,5    | 0     | 11,50            |

Bei Punktegleichstand bei den Plätzen zwei bis zehn entscheidet die Anzahl der Siege, der direkte Vergleich und die Feinwertung. Bei Punktegleichstand beim ersten Platz werden Schnellschachpartien genutzt um die Entscheidung herbeizuführen. Da hier drei Spieler punktgleich waren, spielte zuerst Giri gegen Vachier-Lagrave. Dies konnte Vachier-Lagrave für sich entscheiden. Im Finale traf er dann auf Carlsen, welchem er jedoch 0,5-1,5 unterlag.
Es fanden mehrere Nebenturniere statt: Die British Knockout Championship gewann David Howell, das CSC London Chess Classic FIDE Open gewann Benjamin Bok und im Super Rapidplay Open siegte Luke McShane.

### Turnier 2016
Vom 9. bis 18. Dezember 2016 fand das Turnier wie im Vorjahr als einrundiges Turnier mit 10 Teilnehmern statt. Gewinner war Wesley So, der mit seiner Leistung als zwölfter Mensch eine Wertungszahl über 2800 erreichte.
| Platz | Spieler                | ELO  | Punkte | Siege | Sonneborn-Berger |
| ----- | ---------------------- | ---- | ------ | ----- | ---------------- |
| 1     | Wesley So              | 2794 | 6      | 3     | 25,00            |
| 2     | Fabiano Caruana        | 2823 | 5,5    | 2     | 23,25            |
| 3     | Wladimir Kramnik       | 2809 | 5      | 1     | 21,00            |
| 3     | Viswanathan Anand      | 2779 | 5      | 2     | 20,50            |
| 3     | Hikaru Nakamura        | 2779 | 5      | 3     | 19,75            |
| 6     | Anish Giri             | 2771 | 4,5    | 0     | 20,25            |
| 7     | Maxime Vachier-Lagrave | 2804 | 4      | 1     | 17,50            |
| 7     | Lewon Aronjan          | 2785 | 4      | 1     | 19,50            |
| 7     | Michael Adams          | 2748 | 4      | 1     | 16,50            |
| 10    | Wesselin Topalow       | 2760 | 2      | 1     | 8,25             |

Es fanden wieder mehrere Nebenturniere statt: Die British Knockout Championship gewann Nigel Short, beim CSC London Chess Classic FIDE Open teilten sich die Franzosen Étienne Bacrot und Sébastien Mazé den ersten Platz und im Super Rapidplay Open siegte Walentina Gunina.

### Turnier 2017
2017 fand das Turnier vom 1. bis 11. Dezember statt. Das Tiebreak zwischen den punktegleich in Führung liegenden Spielern konnte Fabiano Caruana für sich entscheiden.
| Platz | Spieler                | ELO  | Punkte | Siege |
| ----- | ---------------------- | ---- | ------ | ----- |
| 1     | Fabiano Caruana        | 2780 | 6      | 3     |
| 2     | Jan Nepomnjaschtschi   | 2764 | 6      | 3     |
| 3     | Magnus Carlsen         | 2874 | 5      | 2     |
| 3     | Maxime Vachier-Lagrave | 2804 | 5      | 1     |
| 3     | Wesley So              | 2784 | 5      | 1     |
| 6     | Hikaru Nakamura        | 2806 | 4,5    | 0     |
| 7     | Lewon Aronjan          | 2805 | 4      | 0     |
| 8     | Sergei Karjakin        | 2782 | 3,5    | 0     |
| 9     | Viswanathan Anand      | 2770 | 3      | 0     |
| 9     | Michael Adams          | 2727 | 3      | 0     |

Die British Knockout Championship gewann Luke McShane, das CSC London Chess Classic FIDE Open gewann der Russe Alexander Motyljow.

### Turnier 2018
2018 fand das Turnier von 11. bis 17. Dezember statt und stellte das Finale der Grand Chess Tour dar. Die vier besten Spieler der Tour traten im K.-o.-System in drei unterschiedlichen Bedenkzeiten gegeneinander an. Nach sieben Remisen zu Beginn des Finales gegen Vachier-Lagrave, gewann Nakamura das Turnier in der vierten und letzten Blitzpartie.
|  | Halbfinale | Halbfinale             | Halbfinale |  |  | Finale | Finale                 | Finale |
|  |            |                        |            |  |  |        |                        |        |
|  |            |                        |            |  |  |        |                        |        |
|  | 1          | Hikaru Nakamura        | 18         |  |  |        |                        |        |
|  | 4          | Fabiano Caruana        | 10         |  |  |        |                        |        |
|  |            |                        |            |  |  |        | Hikaru Nakamura        | 15     |
|  |            |                        |            |  |  |        | Maxime Vachier-Lagrave | 13     |
|  | 2          | Lewon Aronjan          | 10         |  |  |        |                        |        |
|  | 3          | Maxime Vachier-Lagrave | 18         |  |  |        |                        |        |
|  |            |                        |            |  |  |        |                        |        |